# Cheng Tien-hsi

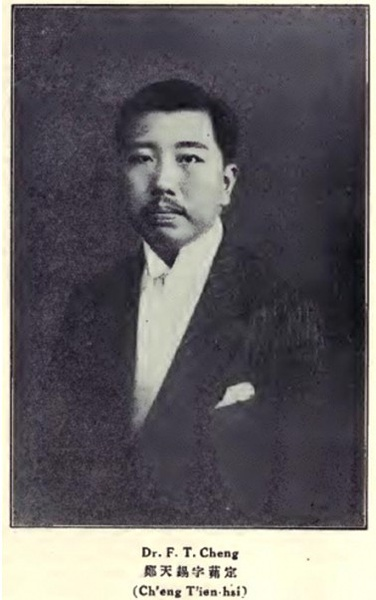
Darstellung von Cheng Tien-hsi

Cheng Tien-hsi (chinesisch 郑天锡, Pinyin Zhèng Tiānxī, W.-G. Cheng Tien-hsi, * 10. Juli 1884 in Mawei, Fuzhou, Chinesisches Kaiserreich; † 31. Januar 1970 in Hampstead, London, Vereinigtes Königreich) war ein chinesischer Jurist, Politiker und Diplomat. Er fungierte von 1932 bis 1934 als stellvertretender Justizminister der Republik China und von 1936 bis 1946 als Richter am Ständigen Internationalen Gerichtshof.

## Leben
Cheng Tien-hsi wurde 1884 in Fuzhou geboren und erwarb nach einem Studium der Rechtswissenschaften an der University of Cambridge im Jahr 1912 den Abschluss als LL.B., vier Jahre später promovierte er an der University of London. Er war damit der erste Chinese, der einen Doktortitel an einer englischen Universität erhielt. Nachdem er 1913 seine Anwaltszulassung erhalten hatte, praktizierte er bis 1916 in London als Rechtsanwalt. 1917 kehrte er nach China zurück, wo er für kurze Zeit zunächst ebenfalls als Anwalt tätig war, bevor er in das Justizministerium wechselte. Von 1920 bis 1925 fungierte er als Richter am Obersten Gerichtshof und als Mitglied der Kommission, die mit der Kodifizierung des Rechts der chinesischen Republik befasst war.

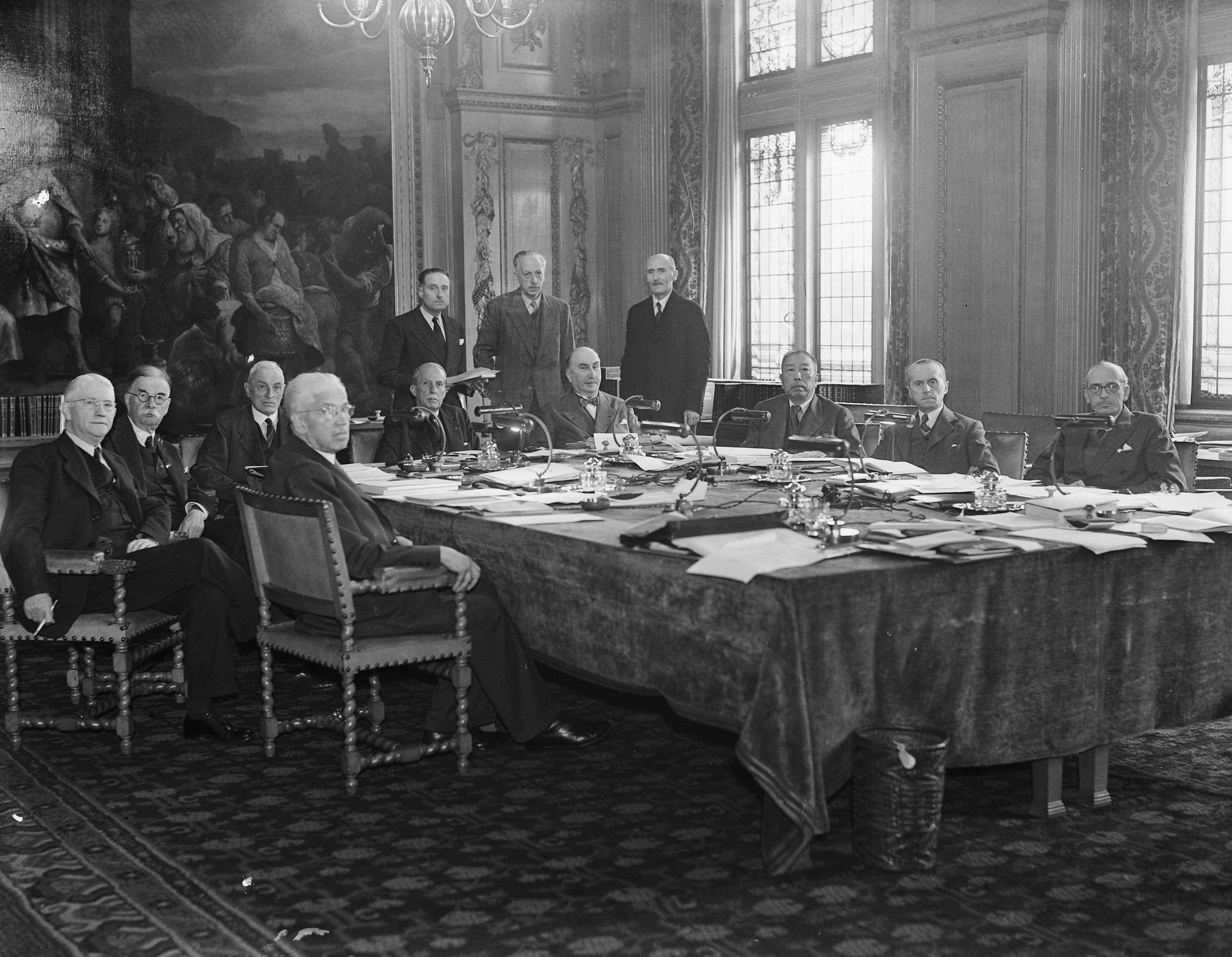
Cheng am Ständigen Internationalen Gerichtshof (1945)

Darüber hinaus wirkte er in den 1920er Jahren als Dozent für englisches Recht an der Universität Peking sowie von 1927 bis 1932 als Anwalt in Shanghai. Von 1932 bis 1934 war er stellvertretender sowie zeitweise amtierender Justizminister, und anschließend bis 1936 Rechtsberater des Außen- und des Justizministeriums. Im Oktober 1936 wurde er zum Richter am Ständigen Internationalen Gerichtshof in Den Haag gewählt. Er folgte dabei seinem Landsmann und Freund Wang Ch’ung-hui, der im Januar des gleichen Jahres aus persönlichen Gründen zurückgetreten war, und blieb bis zur Auflösung des Gerichtshofs nach dem Ende des Zweiten Weltkrieges im Amt. Die Aktivitäten des Gerichts wurden allerdings kriegsbedingt bereits 1942 eingestellt.
Nach Kriegsende fungierte Cheng Tien-hsi von 1946 bis 1950 als Botschafter in Großbritannien. Er starb 1970 in London. Zu seinen Söhnen zählte der Rechtswissenschaftler Bin Cheng (1921–2019).